# Dirk Spaniel
Dirk Spaniel (Marburg, 3 de novembro de 1971) é um político alemão. Representa a Alternativa para a Alemanha (AfD). Dirk Spaniel é membro do Bundestag do estado de Baden-Württemberg desde 2017.

## Vida
Ele tornou-se membro do bundestag após as eleições federais alemãs de 2017. É membro do Comité de Transporte e Infraestrutura Digital.